# Ишсевер, Вахдеттин
Вахдеттин Ишсевер (тур. Vahdettin İşsever; 7 августа 1968 — 8 апреля 2025) — турецкий боксёр, представитель легчайшей, полулёгкой и лёгкой весовых категорий. Выступал за сборную Турции по боксу в период 1986—1996 годов, бронзовый призёр чемпионата Европы, чемпион Средиземноморских игр, победитель и призёр многих турниров международного значения, участник летних Олимпийских игр в Атланте.

## Биография
Вахдеттин Ишсевер родился 7 августа 1968 года.
Впервые заявил о себе на международной арене в сезоне 1986 года, выиграв бронзовую медаль на чемпионате Европы среди юниоров в Копенгагене — на стадии полуфиналов легчайшей весовой категории уступил болгарину Киркору Киркорову.
В 1987 году вошёл в основной состав турецкой национальной сборной и побывал на взрослом чемпионате Европы в Турине, где в четвертьфинале легчайшего веса был остановлен советским боксёром Юрием Александровым.
В 1989 году стал серебряным призёром международного турнира в Стокгольме.
На Кубке мира 1990 года в Гаване дошёл до четвертьфинала, проиграв представителю ГДР Марко Рудольфу.
В 1991 году выступил на европейском первенстве в Гётеборге и на мировом первенстве в Сиднее, где в 1/8 финала полулёгкого веса был побеждён другим боксёром из ГДР Андреасом Тевсом. Завоевал серебряную медаль на Средиземноморских играх в Афинах, в решающем финальном поединке категории до 57 кг потерпел поражение от югослава Любиши Симича.
Был лучшим в полулёгком весе на Средиземноморских играх 1993 года в Нарбоне, в то время как на чемпионате мира в Тампере попасть в число призёров не смог, уже в 1/16 финала проиграл болгарину Серафиму Тодорову. При этом на домашнем чемпионате Европы в Бурсе остановился в четвертьфинале, уступив представителю Грузии Паате Гвасалии.
В 1995 году боксировал на мировом первенстве в Берлине, где в 1/8 финала проиграл представлявшему Грецию Тиграну Узляну.
На чемпионате Европы 1996 года в Вайле выиграл бронзовую медаль в лёгком весе, уступив в полуфинале румыну Леонарду Дорофтею. Благодаря череде удачных выступлений удостоился права защищать честь страны на летних Олимпийских играх в Атланте, однако уже в первом поединке категории до 60 кг со счётом 2:14 потерпел поражение от алжирца Хосина Солтани и сразу же выбыл из борьбы за медали. Вскоре по окончании Олимпиады покинул турецкую сборную и завершил спортивную карьеру.
Умер 8 апреля 2025 года в Бурсе в возрасте 56 лет.